# Коррекция (фондовый рынок)

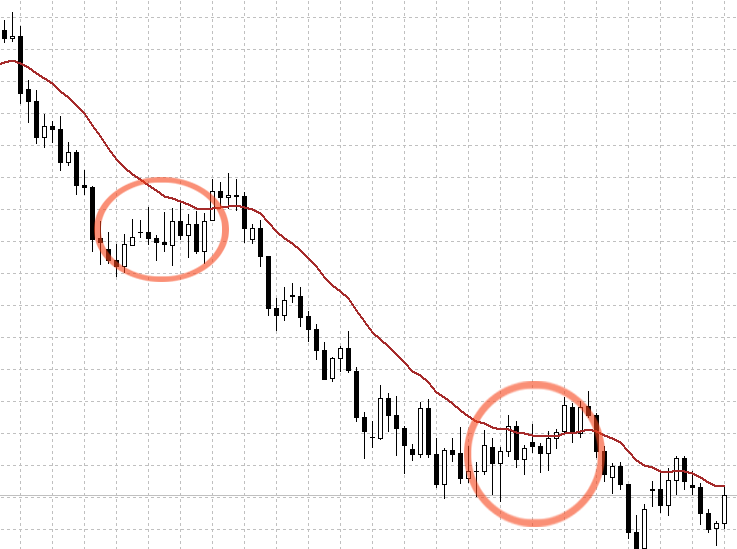
Коррекции на понижательном тренде

Коррекция (откат) — изменение курса акций или валют в сторону, обратную тренду.
Считается, что данное явление происходит из-за «перекупленности» или «перепроданности» той или иной бумаги или валюты. Среди других причин — отсутствие желающих торговать по такой цене.
По другим представлениям, коррекция вызывается наличием большого количества стоп-ордеров, делающим выгодным движение цены в направлении их исполнения, после чего цена возвращается к основному тренду.